# Xã Dover, Quận Lenawee, Michigan
Xã Dover (tiếng Anh: Dover Township) là một xã thuộc quận Lenawee, tiểu bang Michigan, Hoa Kỳ. Năm 2010, dân số của xã này là 1.834 người.